# Mapusagafou
Mapusagafou är en ort i Amerikanska Samoa (USA).   Den ligger i distriktet Västra distriktet, i den västra delen av landet, 8 km sydväst om huvudstaden Pago Pago. Mapusagafou ligger 106 meter över havet och antalet invånare är 2 052. Den ligger på ön Tutuila Island.
Terrängen runt Mapusagafou är kuperad åt nordväst, men åt sydost är den platt. Havet är nära Mapusagafou åt sydost.  Närmaste större samhälle är Tāfuna, 3,6 km öster om Mapusagafou. 
I omgivningarna runt Mapusagafou växer i huvudsak städsegrön lövskog.